# Ramadan Sewehli
Ramadan Sewehli, także Ramadan Asswehly (arab.: رمضان السويحلي Ramaḍān as-Swīḥlī) (ur. 1879, zm. 1920) – libijski bohater narodowy, jeden z założycieli Republiki Trypolitanii, uznawanej za pierwszą republikę w świecie arabskim. 

## Życiorys
Urodzony w 1879 roku, walczył po stronie Imperium Osmańskiego podczas wojny włosko-tureckiej. Do jednej z najważniejszych walk w której brał udział należy bitwa wygrana przez Libijczyków bitwa o Gasr Bu Hadi. Przez kilka lat udało mu się umocnić libijskie miasto Misrata jako bezpieczną przystań dla wojsk tureckich oraz autonomiczny dystrykt polityczny.
Jest przodkiem Abdulrahmana Sewehli - libijskiego polityka oraz byłego przewodniczącego Najwyższej Rady Państwa Libii.